# IRITO
Die ZAO IRITO (ИРИТО) ist ein Automobil- und Nutzfahrzeughersteller mit Unternehmenssitz in der russischen Landeshauptstadt Moskau. Das im Jahre 2005 gegründete Unternehmen ist darauf spezialisiert, Fahrzeuge aus der Volksrepublik China für den heimischen Markt zu importieren. Einige der Fahrzeuge hingegen werden komplett zerlegt als sogenannter CKD-Bausatz bezogen und schließlich in einem Werk bei Ramenskoje montiert. Die von IRITO montierten Einheiten sind in der Fahrzeug-Identifikationsnummer anhand dem Herstellercode X32 zu erkennen. Für den Bau des Werkes wurde eine Investition von 40 Millionen USD aufgebracht. Die jährliche Kapazität liegt bei 25.000 Einheiten.
Das erste von IRITO gebaute Modell war der BYD Flyer, gefolgt vom Great Wall Deer. Letzterer ist mittlerweile durch den Great Wall Wingle ersetzt worden. Es folgte schließlich der Great Wall Hover G5 im Folgejahr. Zur selben Zeit begann das Unternehmen, auch Automobile der Marke Build Your Dreams sowie Nutzfahrzeuge aus dem Hause der China FAW Group zu importieren. Weitere Importmarken für Russland sind Hafei, Dongfeng Motor Corporation und Brilliance. Derzeit versucht sich der Hersteller aber auch in einem Joint-Venture mit Peugeot im Nutzfahrzeugbereich zu manifestieren. Als Versuchsobjekt wird so seit dem Spätjahr 2010 der Peugeot Boxer hergestellt. Etwa 600 Einheiten des Modells werden hier pro Jahr zusammengebaut. Aber auch als Motorenhersteller ist das Werk mit dem FAW J5P 6x4 tätig, welcher fast weltweit vertrieben wird.
Die in Russland gebauten Fahrzeuge stimmen technisch mit den Originalen überein. Doch auf Grund der Tatsache, dass die in China produzierten Fahrzeuge einen schlechten Ruf haben und auch für russische Verhältnisse eine sehr spartanische Ausstattung bieten, hat sich das Unternehmen dazu entschlossen, die gesamte Innenausstattung selbst zu gestalten und für die eigene Montage herzustellen.
Das Unternehmen macht unter seinem IRITO Security Program eigene Crashtests. So wurde hier nach den europäischen Standards des EuroNCAP zum Beispiel der Brilliance M2 getestet.

## Modellübersicht
- BYD Flyer
- FAW 1041L
- FAW 1041L2R5
- FAW 1047
- FAW 1051
- Foton Aumark 1039
- Foton Ollin 1041
- Foton Ollin 1069
- Great Wall Coolbear
- Great Wall Cowry
- Great Wall Deer
- Great Wall Florid
- Great Wall Hover G5
- Great Wall Hover H3
- Great Wall Hover M2
- Great Wall Wingle
- Peugeot Boxer

## Motorenübersicht
- FAW J5P 6x4 (Euro 3)